# 그리스도의 피
그리스도의 피(基督-血, 라틴어: Sanguis Christi, 영어: Blood of Christ)는 십자가상에서 예수 그리스도가 실제로 흘렸던 육체의 피를 말하며, 기독교에서 가르치는 인류 구원은 바로 이 피를 흘림으로써 이루어졌다. 보혈(寶血) 또는 보배로운 피라고도 한다. 가톨릭교회와 동방 정교회 등에서 성찬례 때 사용하는 축성된 포도주는 성혈(聖血)이라고 하여, 예수 그리스도가 십자가상에서 흘렸던 피와 동일시하는 신학적 용어이기도 하다.
가톨릭교회, 동방 정교회, 오리엔트 정교회 등은 성찬례에서 사제가 포도주를 축성하면 성령의 힘으로 예수 그리스도의 피로 변화한다고 가르친다. 다시 말해 가톨릭교회, 동방 정교회, 오리엔트 정교회, 아시리아 동방교회 등은 포도주의 형상은 그대로 있으나 그 안에 육안으로 볼 수 없는 그리스도의 피가 실제로 존재한다고 보는 것이다. 특별히 가톨릭교회에서는 빵과 포도주가 성령의 힘으로 그리스도의 몸과 피로 실체 변화하는 것을 ‘성변화’라고 부른다. 반면 개신교에서는 이러한 실체 변화를 인정하지는 않지만 이를 기념한다는 의미에서 성찬을 거행한다.

## 성경에서의 보혈
히브리서 기자는 희생 제사를 예수 그리스도의 십자가 죽음을 가리키는 것이라고 말씀한다. 구약의 속죄의 희생제물은 하나님의 어린양 예수 그리스도를 가리킨다. 대제사장은 부활하신 예수 그리스도를 가리킨다. 희생 제사를 드리던 성전 뜰은 주님께서 죽으신 골고다 언덕을 가리킨다. 구약의 성막은 손으로 짓지 아니한, 창조에 속하지 아니한 완전한 성막, 즉 하나님의 영광스런 임재가 있는 영원한 천국을 가리킨다.
오늘 성경은 예수님의 보혈의 능력을 세 가지로 말씀한다. (히브리서 9장 11-22절)
1. 우리의 모든 죄를 다 속죄하신다. (12절) 우리의 모든 죄값을 완전히, 그리고 영원히 지불하신다.
2. 우리를 하나님을 섬기는 새로운 생명으로 거듭나게 하신다. (14절)
3. 영원한 기업을 약속으로 얻게 하신다. (15절) 예수님의 십자가 보혈로 죄사함을 입고 새 생명으로 거듭난 성도는 하나님의 나라에서 영광스럽고 풍성한 기업을 얻게 될 것이다.

## 신학

### 로마 가톨릭교회
가톨릭교회는 미사 성제 때 집전 사제의 축복 기도와 동시에 성령의 힘이 내려와 빵과 포도주 안에 그리스도의 영과 신성이 깃들게 되면서 그리스도의 빵과 포도주로 실체 변화한다고 가르친다. 가톨릭교회는 최후의 만찬에서 예수 그리스도가 성찬례를 제정할 때에 빵과 포도주를 들어 올리면서 “이것은 내 몸이다.”, “이것은 내 피다.”라고 한 말에서 “이다.”라는 말은 사물의 본질에 대하여 말하고 있으므로 단순하게 “상징한다.”라고 해석되어서는 안 된다고 보고 있다. 2세기의 순교자 안티오키아의 이냐시오 주교(35~110)는 성찬례에 대해 다음과 같은 증언을 남겼다.
“나는 하느님의 빵을 갈망한다. 이 빵은 다윗 가문의 출신 예수 그리스도의 살이다. 나는 하느님의 음료를 원한다. 이 음료는 썩지 않는 사랑인 그분의 피다.”
그리스도의 성혈에 대한 신심은 15세기 플랑드르 지방을 기점으로 발전하였는데, 하느님의 어린양인 그리스도에게서 또는 그리스도의 거룩한 상처에서 흘러나오는 피로 가득 찬 생명의 샘의 은총을 부각시켰다.

지극히 고귀한 그리스도의 성혈 호칭 기도문
○ 주님, 자비를 베푸소서.

● 그리스도님, 자비를 베푸소서.

○ 주님, 자비를 베푸소서.

● 그리스도님, 저희의 기도를 들으소서.

○ 우주의 창조자이신 하느님,

● 자비를 베푸소서.

○ 세상을 구원하신 하느님,

● 자비를 베푸소서.

○ 거룩한 삼위일체이신 하느님,

● 자비를 베푸소서.

○ 영원하신 하느님의 외아들이신 그리스도의 성혈이여,

● 저희를 구하소서.

○ 새롭고 영원한 계약의 궤이신 그리스도의 성혈이여,

● 저희를 구하소서.

○ 사랑과 자비의 샘이신 그리스도의 성혈이여,

● 저희를 구하소서.

○ 성심을 열어 쏟아주신 그리스도의 성혈이여,

● 저희를 구하소서.

○ 매 맞으실 때 흘리신 그리스도의 성혈이여,

● 저희를 구하소서.

○ 가시관을 쓰셨을 때 흘리신 그리스도의 성혈이여,

● 저희를 구하소서.

○ 십자가 위에서 흘리신 그리스도의 성혈이여,

● 저희를 구하소서.

○ 창에 찔리신 그리스도의 성혈이여,

● 저희를 구하소서.

○ 늑방에서 흘리신 그리스도의 성혈이여,

● 저희를 구하소서.

○ 악의 세력을 쳐 이기신 그리스도의 성혈이여,

● 저희를 구하소서.

○ 성직자들의 힘이신 그리스도의 성혈이여,

● 저희를 구하소서.

○ 수도자의 근원이신 그리스도의 성혈이여,

● 저희를 구하소서.

○ 죄인들을 회개로 이끄시는 그리스도의 성혈이여,

● 저희를 구하소서.

○ 회개하는 이의 희망이신 그리스도의 성혈이여,

● 저희를 구하소서.

○ 짐진 이들의 휴식처이신 그리스도의 성혈이여,

● 저희를 구하소서.

○ 슬퍼하고 괴로워하는 이의 위안이신 그리스도의 성혈이여,

● 저희를 구하소서.

○ 불신을 신뢰로 이끄시는 그리스도의 성혈이여,

● 저희를 구하소서.

○ 미움을 화해로 바꾸어 주시는 그리스도의 성혈이여,

● 저희를 구하소서.

○ 갈등과 고뇌하는 이의 위로자이신 그리스도의 성혈이여,

● 저희를 구하소서.

○ 임종하는 이의 위안이신 그리스도의 성혈이여,

● 저희를 구하소서.

○ 마음의 안식과 평화이신 그리스도의 성혈이여,

● 저희를 구하소서.

○ 영원한 생명의 증표이신 그리스도의 성혈이여,

● 저희를 구하소서.

○ 모든 영광과 흠숭과 찬미를 받으셔야될 그리스도의 성혈이여,

● 저희를 구하소서.

○ 하느님의 어린양, 세상의 죄를 없애시는 주님,

● 저희를 구하소서.

○ 하느님의 어린양, 세상의 죄를 없애시는 주님,

● 저희의 기도를 인자로이 들으소서.

○ 하느님의 어린양, 세상의 죄를 없애시는 주님,

● 자비를 베푸소서.

◎ 오, 주님! 당신의 거룩한 성혈로 저희를 구원하셨습니다.

+ 기도합시다.

하느님, 당신의 아들 그리스도의 성혈을 통하여 당신은 온 세상을 구원하셨습니다. 당신 자비로 이루신 구원을 저희 안에 견고케 하시어 저희로 하여금 새 계약의 중재자이신 그리스도 안에 머물러 구원의 열매를 충만히 체험하게 해 주소서. 우리의 주님이시며, 당신의 아들이신 그리스도의 이름으로 비옵니다.

◎ 아멘.

## 같이 보기
- 그리스도의 몸

## 추가 문헌
- Vincent, Nicholas (2001). 《The Holy Blood: King Henry III and the Westminster Blood relic》. Cambridge: Cambridge University Press. ISBN 0521571286.
- Michael Heinlen, An Early Image of a Mass of St. Gregory and Devotion to the Holy Blood at Weingarten Abbey, Gesta, Vol. 37, No. 1 (1998), pp. 55-62
- Caroline Walker Bynum, The Blood of Christ in the Later Middle Ages, Church History, Vol. 71, No. 4 (Dec., 2002), pp. 685-71